# Antonio Gasós Espluga
Antonio Gasós Espluga (1850-1931) fue un abogado,  escritor y político español, alcalde de Huesca durante la Restauración.

## Biografía
Nacido el 16 de enero de 1850 en Huesca, en el seno de una familia con cierta endogamia, fue hijo de Cristino Gasós Franco y padre de Cristino Gasós Samitier. En su faceta como político representó, en palabras de Ara Torralba, a la «izquierda dinástica morigerada». Diputado provincial por Huesca y alcalde de Huesca entre 1881 y 1883, además de autor de obras como Flores y espinas (1877), falleció el  10 de octubre de 1931, a la edad de ochenta y un años. Había desempeñado el cargo de vocal de la Comisión Provincial de Monumentos históricos y artísticos de Huesca.